# Chuyến bay 11 của American Airlines
Chuyến bay 11 của American Airlines là một chuyến bay hàng không nội địa từ sân bay quốc tế Logan, ở Boston, Massachusetts đến sân bay quốc tế Los Angeles, ở Los Angeles, California. Trong sự kiện 11 tháng 9, chiếc máy bay Boeing 767-200ER bị khống chế bởi năm tên không tặc Al-Qaeda đã đâm vào tòa tháp Bắc của Trung tâm Thương mại Thế giới ở New York, khiến toàn bộ 92 người trên máy bay thiệt mạng; hơn nữa, vụ va chạm còn gây ra cái chết của hơn một nghìn người ở trên 18 tầng cao nhất của tòa nhà và thêm nhiều người nữa ở phía dưới. Vụ chuyến bay 11 đâm vào Trung tâm Thương mại thế giới là vụ tấn công thảm khốc nhất trong số bốn vụ tấn công vào ngày 11 tháng 9, là hành động khủng bố khiến nhiều người thiệt mạng nhất lịch sử nhân loại, và là vụ va chạm máy bay thảm khốc nhất lịch sử.
Chuyến bay khởi hành vào lúc 07:59 sáng giờ EDT. Sau chưa đầy 15 phút trên không, không tặc đã tấn công làm hai tiếp viên hàng không bị thương, giết chết một hành khách và xâm nhập vào buồng lái, còn toàn bộ hành khách và phi hành đoàn bị đẩy xuống cuối máy bay. Các tên không tặc tấn công cả hai phi công để cho tên cầm đầu Mohamed Atta điều khiển máy bay. Đài kiểm soát không lưu nghi ngờ chuyến bay đã rơi vào tình trạng khẩn cấp vì phi hành đoàn không còn phản hồi lại tín hiệu liên lạc của họ; họ phát hiện ra chuyến bay đã bị không tặc khi Atta vô tình truyền thông điệp cho con tin qua hệ thống kiểm soát không lưu thay vì hệ thống loa phát thanh của máy bay. Hai tiếp viên trên chuyến bay liên lạc được với American Airlines và đã cung cấp thông tin về tình hình trên máy bay, bao gồm thông tin về thương vong trên máy bay vào thời điểm đó.
Atta lái chiếc máy bay đâm vào tòa tháp Bắc của Trung tâm Thương mại Thế giới ở vị trí giữa tầng 93 và 99 vào lúc 08:46. Nhiều người đang đi trên các đường phố của Thành phố New York và tiểu bang New Jersey lân cận đã chứng kiến chiếc máy bay đâm vào tòa nhà. Các hãng truyền thông cũng nhanh chóng đưa tin; hầu hết đều phỏng đoán rằng vụ va chạm chỉ là tai nạn. Chỉ 17 phút sau, lúc 09:03, chuyến bay 175 của United Airlines đâm vào tòa tháp Nam của Trung tâm Thương mại Thế giới và ngay lập tức xóa đi mọi đồn đoán rằng vụ va chạm đầu tiên chỉ là tai nạn.
Do bị thiệt hại quá nặng vì vụ va chạm và hỏa hoạn kéo dài sau đó, tòa tháp Bắc sụp đổ vào lúc 10:28, kéo theo đó là hàng trăm người nữa thiệt mạng. Mặc dù công tác tìm kiếm tại khu vực Trung tâm Thương mại Thế giới có dẫn đến việc tìm thấy và xác định được danh tính của các mảnh thi thể của các hành khách trên chuyến bay, đến nay vẫn có nhiều thi thể chưa được nhận dạng.

## Chuyến bay
Chiếc máy bay bị không tặc là một chiếc Boeing 767-200ER với mã số đăng ký N334AA, được lắp ráp và giao cho American Airlines vào năm 1987. Máy bay có thể chở tối đa 158 hành khách (9 hành khách hạng nhất, 30 hành khách hạng thương gia, và 119 hành khách hạng phổ thông), nhưng chuyến bay vào ngày 11 tháng 9 chỉ chở 81 hành khách và 11 thành viên phi hành đoàn. Mặc dù chỉ có hệ suất sử dụng ghế là 58%, hệ suất sử dụng ghế vào ngày 11 tháng 9 cao hơn so với hệ suất sử dụng ghế bình quân vào các buổi sáng thứ Ba trước đó là 39%. Phi hành đoàn bao gồm cơ trưởng John Ogonowski (50 tuổi), cơ phó Thomas McGuinness Jr. (42 tuổi) (cựu phi công chiến đấu Hải quân Hoa Kỳ), thu ngân Karen Martin và các tiếp viên hàng không Barbara Arestegui, Jeffrey Collman, Sara Low, Kathleen Nicosia, Betty Ong, Jean Roger, Dianne Snyder, và Amy Sweeney.
| Vị trí    | Tên                   | Tuổi |
| --------- | --------------------- | ---- |
| Cơ trưởng | John Ogonowski        | 50   |
| Cơ phó    | Thomas McGuinness Jr. | 42   |

| Vị trí | Tên               | Tuổi | Ghế phụ   | Khoang phục vụ                                        |
| ------ | ----------------- | ---- | --------- | ----------------------------------------------------- |
| 1      | Karen Martin      | 40   | 1L        | Cabin hạng Nhất                                       |
| 2      | Kathleen Nicosia  | 54   | 3L        | Bếp ăn hạng Phổ thông                                 |
| 3      | Betty Ong         | 45   | 3R        | Cabin hạng Phổ thông                                  |
| 4      | Dianne Snyder     | 42   | 2R        | Bếp ăn hạng Thương gia                                |
| 5      | Barbara Arestegui | 38   | 1R Center | Bếp ăn hạng Nhất                                      |
| 6      | Jeffrey Collman   | 41   | 2L        | Cabin hạng Phổ thông / Hỗ trợ Cabin hạng Nhất nếu cần |
| 7      | Sara Low          | 29   | 2R        | Cabin hạng Thương gia                                 |
| 8      | Jean Roger        | 24   | 1L Center | Cabin hạng Thương gia                                 |
| 9      | Amy Sweeney       | 35   | 3L        | Cabin hạng Phổ thông                                  |

Toàn bộ 92 người trên máy bay đều thiệt mạng. Trong số những người thiệt mạng bao gồm người sáng lập và giám đốc sản xuất của loạt phim hài Frasier David Angell cùng vợ là Lynn Angell, diễn viên Berry Berenson (vợ của diễn viên Anthony Perkins), và nhà đồng sáng lập công ty Akamai Technologies Daniel Lewin. Người sáng lập loạt phim hoạt hình Family Guy Seth MacFarlane lẽ ra đã lên chuyến bay này nhưng ngủ quên do uống rượu vào ngày hôm trước và đến sân bay muộn.

### Các không tặc lên máy bay
Portland, Maine

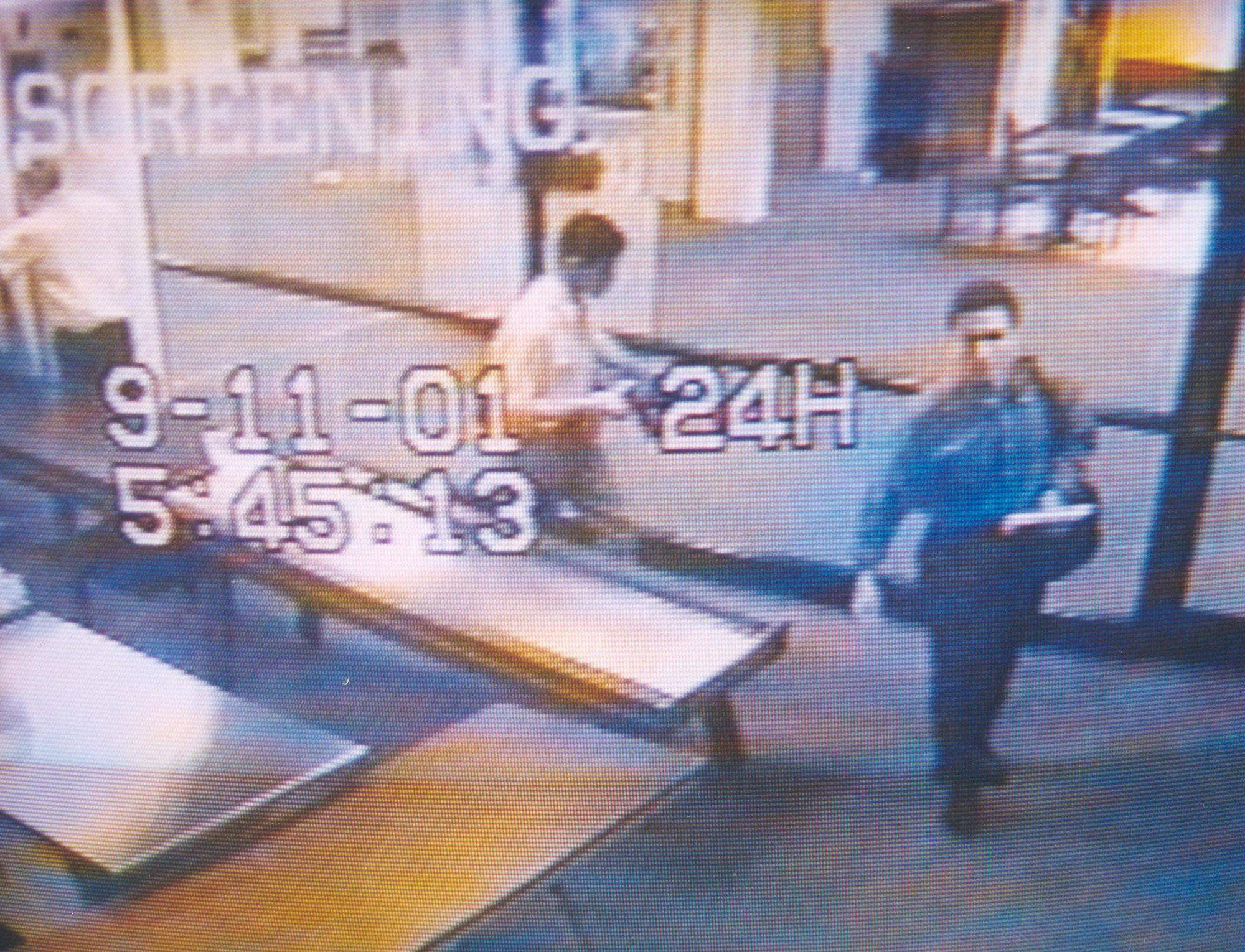
Atta (áo xanh nước biển) và Omari đi qua khu vưc kiểm tra an ninh tại sân bay Portland International Jetport vào buổi sáng ngày 11 tháng 9.

Tên cầm đầu Mohamed Atta cùng với Abdulaziz al-Omari đến sân bay Portland International Jetport tại Maine vào lúc 05:41 giờ EDT vào ngày 11 tháng 9 năm 2001. Tại quầy vé tại sân bay Portland, Atta yêu cầu nhân viên quầy vé Mike Tuohey đưa cho hắn thẻ lên máy bay cho chuyến bay 11. Khi Tuohey báo cho Atta rằng hắn sẽ phải làm thủ tục thêm một lần nữa khi đến Logan, Atta có vẻ chuẩn bị nổi giận và nói với Tuohey rằng hắn đã được khuyên rằng mình sẽ chỉ cần làm "thủ tục một bước" (one-step check-in). Vì không muốn vô tình phân biệt chủng tộc, Tuohey khuyên Atta nên nhanh lên nếu không muốn lỡ chuyến bay mặc dù không thoải mái vì sự giận dữ của hắn. Mặc dù Atta trông có vẻ vẫn khó chịu, hắn và Omari cùng rời khỏi quầy vé và đến khu vực kiểm tra an ninh của sân bay Portland.
Hai tên không tặc lên chuyến bay 5930 của Colgan Air, cất cánh lúc 06:00 đến Boston. Cả hai đều mua vé hạng nhất và có nối chuyến đến Los Angeles; Atta ký gửi hai túi hành lý, bao gồm một túi Travel Gear màu xanh lá cây và một túi Travelpro màu đen, còn Omari không ký gửi hành lý. Hệ thống CAPPS yêu cầu kiểm tra hành lý của Atta nghiêm ngặt hơn khi làm thủ tục, nhưng Atta vẫn lên máy bay mà không gặp vấn đề gì.
Chuyến bay từ Portland cất cánh đúng giờ và đến Boston lúc 06:45; cùng lúc đó, ba tên không tặc còn lại là Waleed al-Shehri, Wail al-Shehri và Satam al-Suqami đến sân bay Logan, để lại chiếc xe ô tô mà ba tên này thuê ở tại bãi đỗ xe của sân bay. Lúc 06:52, Marwan al-Shehhi, tên không tặc lái chuyến bay 175 của United Airlines, gọi điện đến điện thoại di động của Atta từ bốt điện thoại trả phí của sân bay Logan, xác nhận rằng vụ tấn công đã sẵn sàng bắt đầu.

#### Boston, Massachusetts
Vì không được đưa thẻ lên máy bay cho chuyến bay 11 tại Portland, Atta và Omari một lần nữa làm thủ tục và đi qua khu kiểm tra an ninh tại Boston. Suqami, Wail al-Shehri và Waleed al-Sheri cũng làm thủ tục tại Boston. Wail al-Shehri và Suqami mỗi người ký gửi một túi hành lý, còn Waleed al-Sheri không ký gửi hành lý. Cả ba đều bị hệ thống CAPPS yêu cầu kiểm tra hành lý nghiêm ngặt hơn. Vì CAPPS chỉ yêu cầu kiểm tra hành lý, cả ba tên không tặc đều không bị kiểm tra nghiêm ngặt hơn tại khu kiểm tra an ninh hành khách.
Cơ phó Lynn Howland vừa từ San Francisco đến Boston sau khi làm nhiệm vụ trên chiếc máy bay về sau được dùng cho chuyến bay 11. Khi cô từ máy bay xuống và vào khu chờ của hành khách, Atta đến gần và hỏi rằng cô có chuẩn bị lái chiếc máy bay đó về phía bên kia đất nước không. Khi Howland nói rằng cô vừa bay đến trên chiếc máy bay đó, Atta quay lưng lại và rời đi. Khi lên máy bay, Atta hỏi nhân viên tại cổng rằng hai chiếc túi hắn ký gửi tại Portland đã được đưa lên máy bay chưa. Hai chiếc túi của Atta không được nhân viên tại sân bay đưa lên chuyến bay 11 do sơ suất trong quá trình làm thủ tục sau chuyến bay từ Portland.
Đến 07:40, cả năm không tặc đều đã ở trên máy bay; chuyến bay dự kiến cất cánh vào lúc 07:45. Atta ngồi ở ghế hạng thương gia số 8D, Omari ngồi ở ghế 8G và Suqami ngồi ở ghế 10B. Hai anh em nhà al-Shehri ngồi ở hai ghế hạng nhất số 2B và 2A. Ít lâu trước khi máy bay cất cánh, quản lý phục vụ chuyến bay của American Airlines Micheal Woodward đã lên máy bay để kiểm tra lại lần cuối. Anh đi qua Atta và sau đó xuống khỏi máy bay; sau này anh nói rằng vẻ mặt hắn có vẻ đượm buồn. Vào lúc 07:46, muộn hơn một phút so với lịch trình, máy bay được cho phép lăn bánh ra khỏi cổng B32, và được phép lăn ra đường băng vào 07:50. Máy bay bắt đầu lăn bánh để khởi hành từ sân bay quốc tế Logan vào 07:59, từ đường băng 4R.

## Máy bay bị khống chế
Ủy ban 9/11 ước lượng rằng vụ không tặc bắt đầu vào lúc 08:14 khi hai phi công không còn phản hồi lại yêu cầu của Trung tâm Kiểm soát Không lưu Boston (Boston Air Route Traffic Control Center - Boston ARTCC). Vào lúc 08:13:29, khi đi qua vùng trung tâm Massachusetts tại độ cao 26,000 feet (7,900 m), phi công phản hồi lại yêu cầu rẽ 20 độ về phía bên phải của Boston ARTCC. Vào lúc 08:13:45, Boston ARTCC yêu cầu phi công tăng độ cao lên 35,000 feet (11,000 m), nhưng không nhận được phản hồi. Vào lúc 08:16, máy bay ổn định ở độ cao 29,000 feet (8,800 m) và ít lâu sau đó đã bay chệch khỏi đường bay dự kiến.
Vào lúc 08:17:59, đài kiểm soát không lưu tại trung tâm Boston nghe được một âm thanh lạ trên tần số radio của chuyến bay 11 và các chuyến bay khác; về sau âm thanh này được mô tả là nghe như tiếng thét. Boston ARTCC cố liên lạc với chuyến bay 11 nhiều lần nhưng không có phản hồi. Ủy ban 9/11 cho rằng đến lúc 08:20 không tặc đã hoàn toàn kiểm soát được máy bay,(tr51) sáu phút kể từ khi bắt đầu hành động. Bộ phát đáp Mode-C của chuyến bay bị một người trong buồng lái tắt lúc 08:21. Vào 08:23 và 08:25, hệ thống ACARS cố liên lạc với chuyến bay. Tin nhắn đầu tiên ghi rằng: "Chào buổi sáng, ATC đang tìm các anh trên tần số 135.32." Tin nhắn sau đó ghi rằng "Ngay lập tức liên lạc với trung tâm Boston. Họ đã mất tín hiệu radio và bộ phát đáp của các anh." Chuyến bay 11 không phản hồi.

### Thông tin từ tiếp viên
Theo thông tin mà hai tiếp viên Amy Sweeny và Betty Ong truyền lại khi đang liên lạc với American Airlines trong lúc máy bay đang bị không tặc khống chế, các tên không tặc đã dùng dao đâm tiếp viên Karen Martin và Barbara Arestegui, đồng thời cứa cổ hành khách Daniel Lewin. Chưa rõ không tặc xâm nhập vào buồng lái như thế nào; quy định của FAA của thời điểm đó yêu cầu cửa buồng lái phải đóng và khóa chặt trong suốt chuyến bay. Ong nói rằng cô nghĩ rằng các không tặc đã "đẩy cửa mà vào." Các cuộc gọi của Ong và Sweeny cho thấy rằng cả năm không tặc đã vào trong buồng lái và dùng vật chặn cửa lại.
Ủy ban cho rằng không tặc đã hoặc là tấn công các tiếp viên để lấy chìa khóa vào buồng lái, hoặc là bắt tiếp viên mở cửa buồng lái, hoặc là dụ cơ trưởng hoặc cơ phó ra khỏi buồng lái.  Có giả thuyết cho rằng Atta ra dấu bắt đầu vụ không tặc và anh em nhà al-Shehri hành động trước bằng cách tấn công Martin và Arestegui; Sweeny nói rằng Martin đang bị thương nặng và phải thở oxy. Sweeny và Ong đều nói rằng Arestegui không bị thương nặng như Martin. Ong nói rằng cô nghe thấy tiếng cãi vã to sau khi không tặc vào được buồng lái. Thông tin cho rằng Ogonowski và McGuinness đều bị các tên không tặc giết chết hoặc tấn công làm mất khả năng chống cự. Sweeny nói rằng một trong những tên không tặc có cho cô xem một thiết bị có dây điện màu đỏ và vàng, nhìn giống một quả bom. Ong và Sweeny cùng nói rằng hành khách hạng phổ thông có vẻ không nhận ra sự nghiêm trọng của tình hình lúc đó; họ tưởng nhầm rằng ở phía trước máy bay đang có trường hợp khẩn cấp về y tế (có khả năng các hành khách ở khoang hạng nhất và hạng thương gia đã giả vờ như vậy để hành khách không hoảng loạn thêm, mặc dù họ tận mắt chứng kiến vụ tấn công) và các tiếp viên khác đang hỗ trợ hành khách và tìm vật tư y tế.  Ong nói rằng có vẻ Lewin đã chết, còn Sweeny nói rằng Suqami đã tấn công Lewin. Lewin ngồi ở ghế 9B, còn Suqami ngồi ghế 10B, ngay đằng sau anh.
Có một khả năng là Suqami đã tấn công Lewin để các hành khách và thành viên phi hành đoàn vì sợ hãi mà tuân theo mệnh lệnh của các không tặc. Một khả năng khác là Lewin, một doanh nhân người Israel gốc Mỹ hiểu tiếng Ả Rập và từng có thời gian phục vụ trong lực lượng đặc công tinh nhuệ Sayeret Matkal của Lực lượng Phòng vệ Israel, đã cố chống trả và đối mặt với không tặc mà không biết Suqami ở ngay đằng sau mình. Lewin được coi là người đầu tiên thiệt mạng trong sự kiện 11 tháng 9. Trong cuộc gọi kéo dài 4 phút với trung tâm vận hành của American Airlines, Ong đã cung cấp thông tin về việc không liên lạc được với buồng lái, về việc không ai vào được buồng lái, và cô cũng nghĩ rằng đã có người xịt hơi cay Mace ở khoang hạng thương gia. Cô cũng thông báo lại số ghế của các tên không tặc; sau này thông tin này được sử dụng để truy ra danh tính của các tên không tặc.

### Đoạn truyền tin của không tặc
Vào 08:24:38, các kiểm soát viên không lưu nghe được giọng của Atta - hắn nói rằng: "Chúng tôi có một số máy bay. Cứ im lặng là các người sẽ ổn. Chúng ta đang quay về sân bay."  Vào 08:24:56, hắn tiếp tục thông báo: "Không ai được di chuyển. Mọi thứ rồi sẽ ổn thôi. Nếu dám manh động, các người sẽ gây nguy hiểm cho chính mình và máy bay. Hãy giữ im lặng."
Atta định thông báo cho hành khách nhưng bấm nhầm nút, và vì vậy giọng nói của hắn được truyền đến và ghi lại bởi hệ thống kiểm soát không lưu. Không có nguồn tin nào cho rằng hành khách trên chuyến bay nghe được các đoạn truyền tin này. Sau khi không liên lạc được với máy bay và nghe được đoạn truyền tin của Atta, các kiểm soát viên tại Boston ARTCC mới bắt đầu nhận ra rằng chuyến bay 11 đã bị không tặc. Vào 08:26, sau khi đi qua biên giới Massachusetts-New York, máy bay rẽ 100 độ về phía Nam, đi theo sông Hudson dẫn thẳng đến thành phố New York. Vào 08:32, Trung tâm Chỉ huy Cục Hàng không Liên bang tại Herndon, Virginia đã báo tin cho trụ sở FAA.
Vào 08:33:59, Atta truyền tin lần thứ ba và cũng là lần cuối cùng: "Làm ơn, đừng ai di chuyển hết. Chúng ta đang quay về sân bay. Đừng ai cố làm trò gì ngu xuẩn." Vào 08:37:08, các phi công trên chuyến bay 175 của United Airlines đã xác nhận vị trí và hướng bay của chuyến bay 11 với đài kiểm soát. Chỉ vài phút trước khi chính chuyến bay này cũng bị không tặc khống chế, vào 08:42, các phi công trên chuyến bay 175 báo với trung tâm New York rằng trước đó họ đã nghe thấy một đoạn truyền tin lạ trên radio khi họ đang khởi hành sân bay Logan 28 phút trước, khoảng cùng thời gian chuyến bay 11 bị không tặc khống chế. Các phi công báo rằng họ nghe thấy câu nói "Tất cả mọi người ngồi yên ở ghế",(tr38) đồng nghĩa với việc họ đã nghe thấy đoạn truyền tin thứ ba.

### Máy bay chiến đấu được điều động
Trung tâm Boston ARTCC đã bỏ qua quy trình chuẩn và liên hệ trực tiếp với Khu vực Phòng không Đông Bắc (Northeast Air Defense Sector - NEADS) của Bộ Chỉ huy Phòng không Bắc Mỹ (NORAD) tại Rome, New York. NEADS điều động hai máy bay chiến đấu F-15 tại Căn cứ Lực lượng Phòng không Quốc gia Otis ở Mashpee, Massachusetts đến để chặn đường chuyến bay 11. Các quan chức ở Otis mất vài phút để xin máy bay được quyền cất cánh. Lệnh điều động tại Otis được phát đi vào lúc 08:46, và hai chiếc F-15 cất cánh vào lúc 08:53 - lúc đó chuyến bay 11 đã đâm vào tòa tháp Bắc được bảy phút. NORAD có tổng cộng chín phút để đối phó với chuyến bay 11 trước khi nó đâm vào mục tiêu; đây là chuyến bay mà NORAD có nhiều thời gian để phản ứng nhất trong số bốn chuyến bay bị không tặc vào ngày 11 tháng 9.

## Va chạm

Tòa tháp Nam đang bốc cháy, vài phút sau khi chuyến bay 11 va chạm

Vào lúc 08:37, chuyến bay 11 hạ độ cao dữ dội khi tiến đến Thành phố New York - chiếc máy bay hạ 3,200 foot mỗi phút và dần dần chậm lại. Ba phút trước khi va chạm, Atta rẽ một lần cuối cùng về phía Manhattan và bay qua thành phố theo hướng Nam, nhằm thẳng hướng về phía Trung tâm Thương mại Thế giới. Vào hồi 08:46, tiếp viên Amy Sweeny hoảng loạn và thốt lên rằng máy bay đang "bay quá thấp" ngay khi Atta đâm thẳng vào tòa tháp Bắc. Chiếc máy bay đang chứa 10,000 gallon Mỹ (38,000 L) nhiên liệu phản lực và bay với tốc độ 440 dặm một giờ (710 km/h, 200 m/s) đâm vào mặt phía Bắc của tòa nhà ở vị trí giữa tầng 93 và 99, và mũi máy bay đâm vào tầng 96. Hàng trăm người thiệt mạng ngay lập tức, trong đó bao gồm toàn bộ những người đang ở trên máy bay và nhiều nhân viên làm việc ở tòa tháp Bắc. Nhiều người ở ngoài đường bay của chiếc máy bay cũng bị thiêu chết khi nhiên liệu phát nổ.(tr73) Các nghiên cứu cho rằng có thể có đến 1,426 người ở 18 tầng trên cùng của tòa tháp Bắc khi chiếc máy bay đâm xuyên gần vào tận lõi trung tâm của tòa nhà. Phần lõi của tòa nhà có ba cầu thang bộ đi từ tầng thượng đến tầng trệt; mỗi cầu thang bộ ở khu vực va chạm chỉ cách nhau 70 feet (21 m). Chiếc máy bay Boeing 767 cắt đứt cả ba cầu thang này, khiến cho gần một nghìn người sống sót sau vụ va chạm bị mắc kẹt. Tất cả cầu thang bộ từ tầng 93 đến 99 đều hoặc bị chặn, hoặc bị phá hủy, còn thang máy thì bị cắt đứt từ tầng 50 trở lên.(tr74) Chiếc máy bay chếch xuống phía dưới khoảng 10 độ khi va chạm và đẩy phế liệu đổ nát vào cầu thang bộ ở dưới khu vực va chạm đến sáu tầng; vì vậy tầng 92 cũng bị chặn lại vì phế liệu từ khu vực va chạm đã bít kín cầu thang bộ. Tầng cao nhất có người sống sót là tầng 91; tất cả những người còn lại ở các tầng cao hơn đều bị thiêu sống, ngạt thở, bị ngộ độc vì hơi hóa chất cháy hoặc thiệt mạng khi tòa tháp sụp đổ. Khoảng 100-200 người chết vì rơi từ các tầng cao xuống; hầu hết đều nhảy để thoát khỏi khói lửa và nhiệt bốc lên từ những đám cháy.
Các tầng từ tầng trệt đến tầng 92 đều bị hư hại nhẹ hoặc vừa, trong đó bao gồm sập tường, các viên gạch lát trần bị rơi xuống, đứt dây điện và vỡ cửa sổ. Hệ thống vòi phun nước bị chiếc máy bay làm vỡ ống, khiến cho nhiều tầng ngập trong nước. Nhiên liệu phản lực bốc cháy cũng chảy ra khắp tòa nhà thông qua các hố thang máy và đường ống, làm bùng lên các đám cháy nhỏ ở nhiều tầng giữa tầng 77 và 91. Có ba đám cháy lớn ở thiên sảnh (skylobby) của tầng 44 và 78 và sảnh chính ở tầng trệt, khiến cho nhiều người ở gần 100 tầng phía dưới khu vực va chạm bị thiệt mạng vì bỏng. Cả hai tòa tháp đều cảm nhận được sóng xung kích của vụ nổ.(tr87) Mặt phía Nam và phía Tây của tòa tháp Nam hứng chịu phế liệu đổ nát bay sang từ tòa tháp Bắc, và vụ nổ cũng làm vỡ một số cửa sổ ở tòa tháp Nam. Gió từ phía Tây Bắc khiến cho các tầng cao của tòa tháp Nam chìm trong lớp khói dày đặc từ tòa tháp Bắc; một số nhân viên ở vị trí này nói rằng khói và không khí nóng dữ dội từ tòa tháp Bắc bắt đầu tràn vào tầng mà họ đang ở.

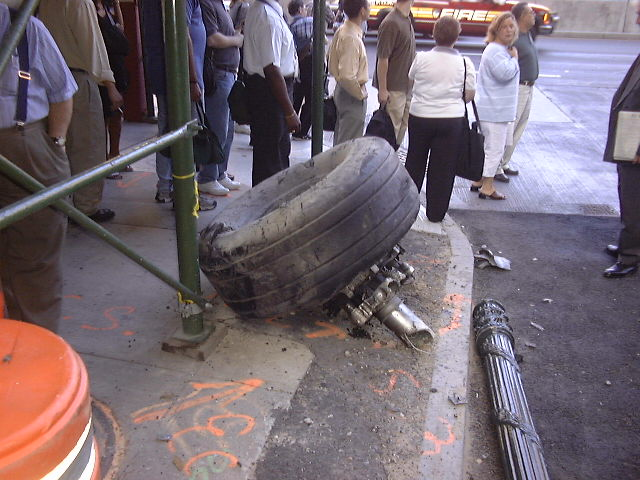
Thiết bị hạ cánh của chuyến bay 11 ở giữa phố West và Rector.

Rất nhiều người trong thành phố, toàn tiểu bang New York, và tiểu bang New Jersey lân cận đã chứng kiến chiếc máy bay đâm vào tòa tháp Bắc, và từ nhiều nơi ở tiểu bang Conneticut cũng có thể nhìn thấy được làn khói bay qua đường chân trời. Tuy vậy, chỉ có duy nhất bốn người ghi lại được khoảnh khắc máy bay đâm vào tòa nhà vào lúc 08:46. Thợ quay phim người Pháp Jules Naudet đi cùng với Tiểu đoàn 1 khi đang ghi hình cho phim tài liệu về FDNY để điều tra báo cáo tình nghi hở ga ở cống thoát nước tại điểm giao phố Church và Lispenard; ở chính địa điểm này, anh đã ghi lại được đoạn phim rõ nét duy nhất được biết đến ghi lại khoảnh khắc chiếc máy bay đâm vào tòa tháp. Một người nhập cư đến từ Cộng hòa Séc tên là Pavel Hlava đã vô tình quay lại được hình ảnh chiếc máy bay khi đang chuẩn bị đi vào đường hầm Brooklyn-Battery từ phía Brooklyn. Ở phía nam Trung tâm Thương mại Thế giới, đài truyền hình New York WNYW đang quay phim ở công viên City Hall gần đó khi chiếc máy bay đâm vào tòa tháp, ngoài tầm quay của máy quay. Phóng viên Dick Oliver sau đó đã hướng máy quay lên để quay lại cảnh tượng ngay sau vụ va chạm. Một chiếc webcam do Wolfgang Staehle đặt tại một triển lãm nghệ thuật ở Brooklyn để chụp lại hình ảnh Hạ Manhattan mỗi 4 giây một lần chụp lại được hình ảnh chuyến bay 11 bay thẳng về phía tòa tháp Bắc và vụ nổ sau va chạm.
Mặc dù vụ va chạm để lại một lỗ hổng rất to ở mặt tòa nhà, một số phóng viên cho rằng chiếc máy bay đâm vào tòa tháp Bắc chỉ là một chiếc "máy bay phản lực nhỏ có hai động cơ". Vào hồi 08:55, cố vấn tổng thống cấp cao Karl Rove đã truyền lại thông tin sai lệch này cho Tổng thống George W. Bush khi ông vừa đến trường tiểu học Emma E. Booker tại Sarasota, Florida; tổng thống phỏng đoán rằng vụ va chạm "chắc chắn là do lỗi của phi công." Ít lâu sau đó, khi đang nghe điện thoại trên sóng truyền hình, phó phòng tài chính CNN Sean Murtagh báo tin từ văn phòng CNN tại New York rằng một chiếc máy bay phản lực chở khách cỡ lớn đã đâm vào Trung tâm Thương mại Thế giới; chỉ trong vài phút tiếp theo, các đài truyền hình khác bắt đầu dừng các chương trình thường nhật để báo tin về vụ va chạm.
Hầu hết mọi người đều phỏng đoán rằng vụ va chạm của chuyến bay 11 chỉ là một vụ tai nạn thương tâm, tuy nhiên có một số hãng tin cho rằng đây là một vụ va chạm có chủ đích. Tuy rằng có nhiều người ở tòa tháp Nam đã sơ tán sau khi chứng kiến vụ va chạm ở tòa tháp Bắc, Cảng vụ New York và New Jersey lại quyết định không ngay lập tức sơ tán toàn bộ tòa tháp Nam ngay sau vụ va chạm đầu tiên do phỏng đoán rằng vụ va chạm này chỉ là tai nạn. 17 phút sau vụ va chạm đầu tiên, chuyến bay 175 đâm vào tòa tháp Nam và ngay lập tức xác nhận với thế giới rằng đây là một vụ tấn công có chủ đích.

## Hậu quả

Tòa tháp Bắc sụp đổ vào lúc 10:28 sau khi cháy trong vòng 102 phút, 29 phút sau khi tòa tháp Nam sụp đổ.

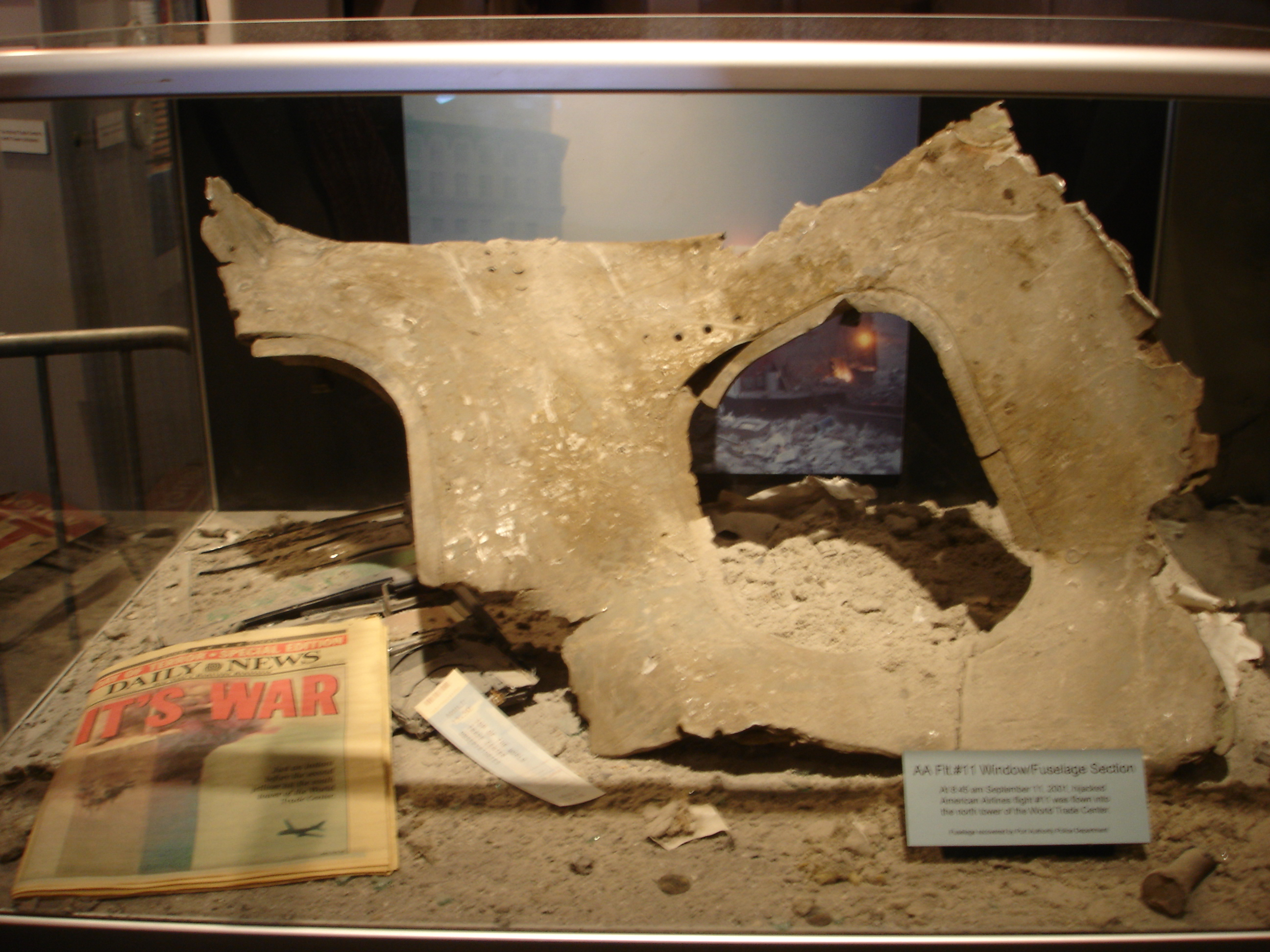
Mảnh vỡ của máy bay tại bảo tàng.

Tòa tháp Bắc cháy trong vòng 102 phút trước khi sụp đổ vào lúc 10:28. Mặc dù vụ va chạm gây thiệt hại lớn về cấu trúc tòa nhà, những đám cháy dai dẳng do nhiên liệu của chiếc máy bay được cho là nguyên nhân chính khiến tòa nhà sụp đổ. Hàng trăm nhân viên cứu nạn cũng thiệt mạng cùng với những người trong máy bay và tòa tháp khi tòa tháp sụp đổ. Mặc dù tòa tháp Bắc bị đâm trước, tòa tháp này lại là tòa tháp sụp đổ sau cùng. Tòa tháp Bắc cũng trụ được gần gấp đôi thời gian so với tòa tháp Nam - tòa tháp Nam sụp đổ chỉ 56 phút sau khi bị đâm vào. Lý do tòa tháp Bắc trụ được lâu hơn là vì chuyến bay 11 đâm vào với tốc độ thấp hơn và ở vị trí cao hơn nhiều so với chuyến bay 175, khiến cho trọng lượng ở phía trên khu vực va chạm thấp hơn - tòa tháp Bắc có 11 tầng ở phía trên khu vực va chạm, còn tòa tháp Nam có gần gấp đôi số tầng. Cantor Fitzgerald L.P. - một ngân hàng đầu tư có văn phòng ở các tầng 101-105 của tòa tháp Bắc - mất 658 nhân viên, nhiều hơn đáng kể so với các công ty khác bị ảnh hưởng.
Các nhân viên cứu nạn ở khu vực Trung tâm Thương mại Thế giới bắt đầu tìm thấy các mảnh thi thể của các hành khách trên chuyến bay 11 vài ngày sau vụ va chạm. Một số nhân viên cứu nạn tìm thấy các thi thể đang bị buộc vào ghế và tìm thấy thi thể của một nữ tiếp viên đang bị trói tay, cho thấy rằng các tên không tặc có thể đã dùng còng tay bằng nhựa. Trong vòng một năm, các nhân viên giám định y tế đã xác định được danh tính thi thể của 33 nạn nhân trên chuyến bay 11. Vào năm 2006, hai thi thể nữa cũng được nhận diện, trong đó có thi thể của thu ngân Karen Martin; các mảnh thi thể khác cũng được phát hiện ở gần khu vực Ground Zero vào khoảng thời điểm đó. Vào tháng 4 năm 2007, công nghệ ADN đã được các nhân viên giám định sử dụng để nhận diện thêm một nạn nhân nữa trên chuyến bay 11. Thi thể của hai tên không tặc (có thể ở trên chuyến bay 11) cũng được nhận diện và đưa ra khỏi công viên tưởng niệm ở Manhattan. Thi thể của các tên không tặc còn lại vẫn chưa được nhận diện và được chôn cất cùng với các thi thể chưa được nhận diện khác tại công viên này.
Hộ chiếu của Suqami vẫn còn nguyên vẹn sau vụ va chạm và rơi xuống khu phố ở phía dưới. Một người qua đường đã nhặt được cuốn hộ chiếu vẫn còn thấm đẫm nhiên liệu và đưa lại cho một điều tra viên của Sở Cảnh sát New York ít lâu trước khi tòa tháp Nam sụp đổ. Các điều tra viên cũng tìm thấy các túi hành lý chưa được đưa lên máy bay của Atta. Trong túi có giấy tờ của Atta từ khi hắn còn đang học tập ở Đức và Ai Cập, giấy phép lái xe quốc tế và hộ chiếu của Alomari, băng casette hướng dẫn cho một chương trình giả lập máy bay Boeing 757, một chiếc dao gấp và bình xịt hơi cay. Trong túi cũng chứa một bản tài liệu bao gồm di chúc của Atta và lời hướng dẫn các tên không tặc chuẩn bị về cả mặt thể chất và tinh thần trước khi chết vì tử đạo, cũng như các chỉ dẫn khác. Hơn nữa, các vật phẩm trong túi đã giúp định danh được toàn bộ 19 tên không tặc trên bốn chuyến bay. Lãnh đạo Al-Qaeda là Osama Bin Laden đã nhận trách nhiệm cho vụ tấn công vài tháng sau đó ở Afghanistan trong một đoạn băng ghi hình. Vụ tấn công vượt qua cả mong đợi của bin Laden: ông chỉ dự đoán rằng các tầng ở phía trên khu vực va chạm sẽ sập xuống. Đến ngày nay, bộ lưu chuyến bay (hộp đen) của cả hai chuyến bay 11 và 175 đều chưa được tìm thấy.

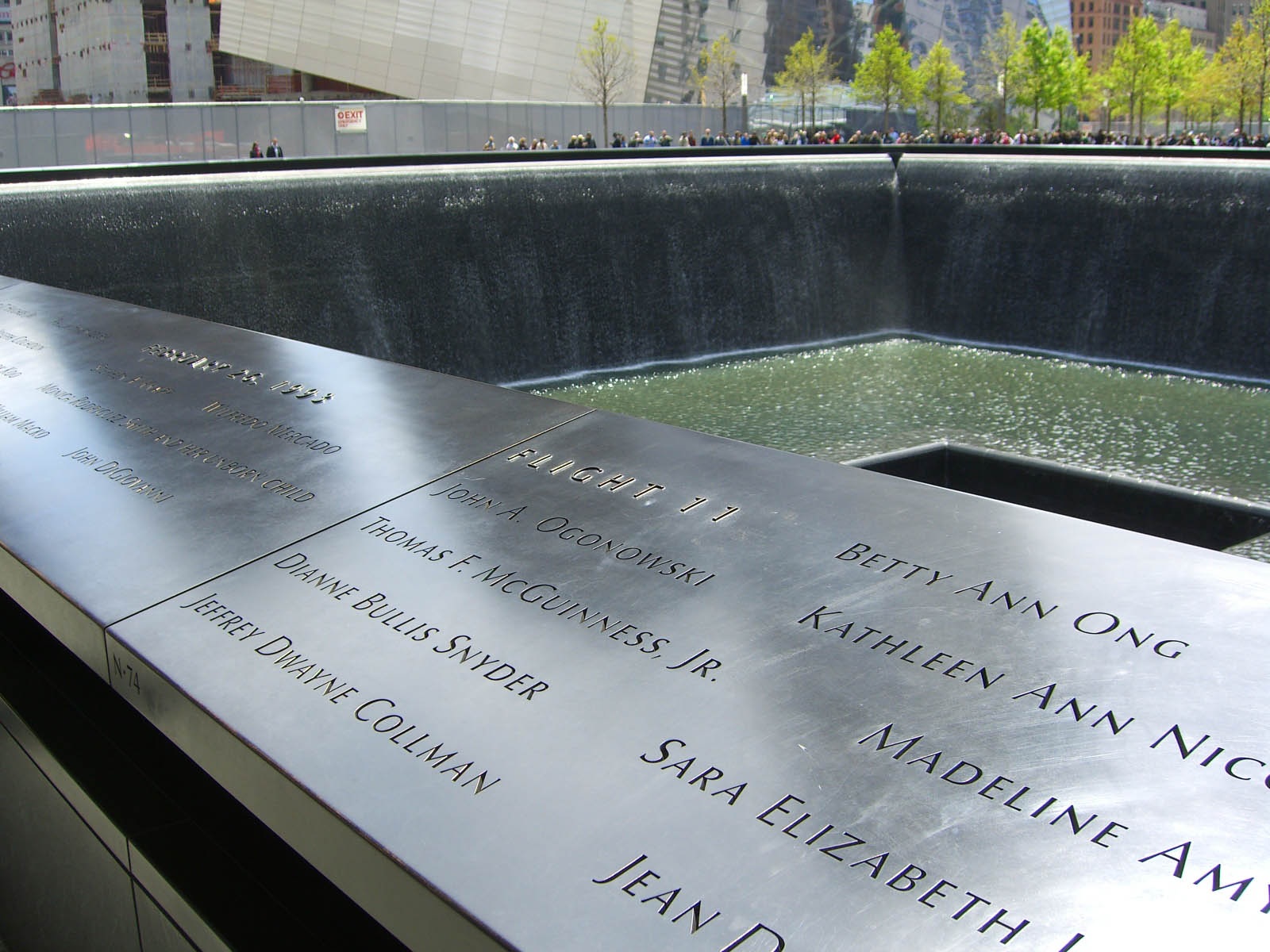
Tên của các thành viên phi hành đoàn của chuyến bay 11 trên bảng số N-74 của bể phía Bắc của Đài tưởng niệm Quốc gia 11 tháng 9. Tên của các hành khách cũng ở trên bảng này và bốn bảng lân cận khác.

Sau vụ tấn công, số hiệu của chuyến bay cùng đường bay và cùng thời gian cất cánh đã được đổi, và tính đến năm 2024, chuyến bay này được khai thác bằng máy bay Airbus A321 thay vì máy bay Boeing 767. Một lá quốc kỳ Hoa Kỳ được đặt ở đường ra máy bay tại cổng B32 - nơi chuyến bay 11 đã xuất phát từ sân bay Logan.
Vào năm 2002, Sweeny và Ong được truy tặng giải thưởng Madeline Amy Sweeny thường niên dành cho những hành động dũng cảm của những người dân thường, và là những người đầu tiên nhận giải thưởng này. Ogonowski cũng được truy tặng giải thưởng này. Cả ba người đều đến từ Massachusetts, và người thân của cả ba người đều thay mặt họ nhận giải.
Vào ngày 26 tháng 4 năm 2013, một mảnh cánh tà của máy bay Boeing 767 được phát hiện đang ghim ở giữa hai tòa nhà ở Park Place; trước đây ở vị trí này cũng có một số bộ phận của thiết bị hạ cánh được phát hiện. Chiếc máy khử rung tim trên chuyến bay 11 được tìm thấy vào năm 2014 khi khu vực đường gần phố Liberty đang được sửa chữa.
Tại Đài tưởng niệm Quốc gia 11 tháng 9, họ tên của 87 nạn nhân trên chuyến bay 11 được khắc ở bể phía Bắc, trên các bảng số N-1, N-2, N-74. N-75 và N-76.